# Nigel Slater
Nigel Slater, född 9 april 1958 är en engelsk kock, matskribent och journalist. Han har i över tio år skrivit regelbundet i The Observer Magazine och är den huvudsakliga författaren av månadsbilagan Observer Food Monthly. Innan han började på The Observer skrev han om mat för tidskriften Marie Claire under fem år.

## Karriär
Slater föddes i Wolverhampton, West Midlands i England. Hans bästsäljande kokböcker The 30-Minute Cook (1994) och Real Cooking (1997) gjorde honom känd för sin okomplicerade comfort food-matlagning. Han gjorde sig även ett namn som matkrönikör i The Observer, men det var genom den självbiografiska romanen Toast: The Story of A Boy's Hunger som han gjorde sig känd för en bredare publik. Boken handlade om Slaters kärlek till matlagning, om barndomen och relationen till sin familj (hans mor dog av astma när Slater var nio år), samt om hans knoppande sexualitet. Toast kom ut 2004 och blev en bästsäljare efter att den tagits med i det inflytelserika litteraturprogrammet Richard & Judy Book Club. Boken filmatiserades som filmen Toast, där Freddie Highmore spelade den 15-årige Slater och Helena Bonham-Carter gjorde rollen som hans styvmor.
Under 1998 ledde Slater matlagningsprogramserien Nigel Slater's Real Food Show i Channel 4. 2006 återvände han till TV då han ledde matprogrammet A Taste of My Life i BBC One och BBC Two. 2009 var han värd för Simple Suppers på BBC One. Kokboken Eating for England: The Delights & Eccentricities of the British at Table (2007) är inriktad på det traditionella brittiska kökets förtjänster.

## Utgivna verk

### Kokböcker
- The Marie Claire Cookbook, Hamlyn, (ISBN 0-7064-2573-1, 1992)
- Real Fast Food, Michael Joseph Ltd, (ISBN 0-7181-3577-6, 1992)
- Real Fast Puddings, Michael Joseph Ltd, (ISBN 0-7181-3577-6, 1992)
- The 30-Minute Cook, Michael Joseph Ltd (ISBN 0-7181-3752-3, 1994)
- Real Cooking, Michael Joseph Ltd, (ISBN 0-7181-4090-7, 1997)
- Real Food, Fourth Estate Ltd, (ISBN 1-85702-971-2, 1998)
- Appetite, Fourth Estate Ltd (ISBN 1-84115-470-9, 2000)
- Thirst, Fourth Estate Ltd, (ISBN 1-84115-768-6, 2002)
- The Kitchen Diaries, Fourth Estate Ltd, (ISBN 0-00-719948-1, 2005)
- Eating for England: The Delights and Eccentricities of the British at Table, Fourth Estate Ltd, (ISBN 0-00-719946-5, 2007)
- Tender, Volume One, Fourth Estate Ltd, Harper Collins (ISBN13 978-0-00-724849-0) (2009)
- Tender, Volume Two, Fourth Estate Ltd, Harper Collins (2010)

### Självbiografier
- Toast: The Story of a Boy's Hunger, Fourth Estate Ltd, (ISBN 0007199481, 2003)

## Utmärkelser
- 1995 Glenfiddich Cookery Writer of the Year Award
- 1995 Glenfiddich Trophy
- 1995 Glendfiddich Award for Best Visual Work for The Observer
- 1996 Media Personality of the Year Award (Good Food Awards)
- 1999 Glenfiddich Award for Best Visual Work for Real Food
- 1999 Best Newspaper Cookery Journalist Award
- 2000 André Simon Award for Cookbook of the Year for Appetite
- 2004 André Simon Award for Toast
- 2004 Glenfiddich Food Book of the Year forToast
- 2004 British Biography of the Year Award for Toast
- 2004 Observer Food Monthly Book of the Year Award for Toast
- 2004 WH Smith People's Choice Award for "Toast"
- 2006 British Book Award for The Kitchen Diaries
- 2007 Specialist Writer of the Year, PPA Awards
- 2009 Honorary M.Litt. from the University of Wolverhampton
- 2009 BBC Food Personality of the Year[7]